# Sarah Vaillancourt
Pour les articles homonymes, voir Vaillancourt.
Sarah Vaillancourt (née le 8 mai 1985 à Sherbrooke (Fleurimont) en Estrie dans la province de Québec) est une joueuse canadienne de hockey sur glace. Elle a remporté deux médailles d'or olympiques aux Jeux olympiques de Turin en 2006 et aux Jeux olympiques de Vancouver en 2010. Elle a également représenté le Canada dans 6 championnats du monde, remportant une médaille d'or et 5 médailles d'argent.
Elle a remporté deux fois la Coupe Clarkson avec l'équipe des Stars de Montréal.

## Biographie
Vaillancourt commence à patiner à l'âge de deux ans et fait ses débuts au hockey à cinq ans. Jusqu'à 16 ans, elle joue dans une ligue de hockey avec des garçons. En 1998 à l'âge de 12 ans, elle voit du hockey féminin pour la première fois lors d'un match télévisé des Jeux olympiques de Nagano .

## Carrière en club

### NCAA
Au niveau universitaire, Vaillancourt évolue cinq saisons (de 2004 à 2009) avec le Crimson de l'Université Harvard. En 2007-2008, elle aide son équipe à atteindre le Frozen Four de la NCAA. Au chapitre des buts comptés, elle domine le classement à Harvard et occupe le quatrième rang de l'histoire du championnat féminin de la NCAA. En 2008, elle remporte le très convoité trophée Patty Kazmaier.

### LCHF
Lors de sa première saison avec les Stars de Montréal (en 2010-2011) dans la Ligue canadienne de hockey féminin, Vaillancourt rejoint l'équipe à la mi-saison (ceci en raison d'une déchirure du fascia à l'abdomen qui nécessite une intervention chirurgicale) et devient un élément clé de l'attaque. En plus de son style spectaculaire, elle se hisse parmi les dix meilleures compteuses de la Ligue canadienne de hockey féminin, avec une fiche de 28 points (11 buts et 17 passes) en 15 matchs. Dans le match de finale de la Coupe Clarkson 2011, Vaillancourt marque un but en troisième période pour donner aux Stars la victoire .
Lors de la saison 2011-2012, elle marque 10 buts et récolte 18 mentions d'assistance pour un total de 18 points en 14 matchs, mais en raison d'une ancienne blessure à la hanche gauche, elle doit subir une opération chirurgical et manque le reste de la saison ainsi que le tournoi 2012 de la Coupe Clarkson.

## Carrière internationale
En 2003, Vaillancourt est la capitaine de l'équipe du Québec aux Jeux d'hiver du Canada. L'équipe remporte la médaille d'argent. Elle est également la capitaine de l'équipe du Canada des moins de 22 ans à la Coupe Air Canada 2007.
Elle débute avec l'équipe sénior canadienne en 2005 avec les championnats mondiaux féminins. Dans son premier match en carrière avec la sélection sénior, elle accumule 6 points (deux buts et 4 passes) dans une victoire de 13-0 sur l'équipe nationale du Kazakhstan. Elle termine les championnats du monde 2005 avec 8 points.
Avec l'équipe du Canada de hockey sur glace féminin, elle est championne du monde en 2007 et vice -championne en 2005, 2008, 2009 et en 2011. Elle obtient par deux fois la médaille d'or olympique, en 2006 à Turin et en 2010 à Vancouver.
En convalescence de son opération à la hanche, Vaillancourt rate le Championnat du monde de hockey sur glace féminin 2011 mais est de retour pour la saison 2012-2013.

## Statistiques

### En club
| Saison      | Équipe            | Ligue       |     | Saison régulière | Saison régulière | Saison régulière | Saison régulière | Saison régulière |   | Séries éliminatoires | Séries éliminatoires | Séries éliminatoires | Séries éliminatoires | Séries éliminatoires |
| Saison      | Équipe            | Ligue       | PJ  | B                | A                | Pts              | Pun              | PJ               | B | A                    | Pts                  | Pun                  |                      |                      |
| 2004-2005   | Crimson d'Harvard | NCAA        | 29  | 25               | 42               | 67               | 72               |                  |   |                      |                      |                      |                      |                      |
| 2006-2007   | Crimson d'Harvard | NCAA        | 29  | 30               | 26               | 56               | 16               |                  |   |                      |                      |                      |                      |                      |
| 2007-2008   | Crimson d'Harvard | NCAA        | 34  | 26               | 36               | 62               | 34               |                  |   |                      |                      |                      |                      |                      |
| 2008-2009   | Crimson d'Harvard | NCAA        | 30  | 25               | 32               | 57               | 34               |                  |   |                      |                      |                      |                      |                      |
| 2010-2011   | Stars de Montréal | LCHF        | 15  | 11               | 17               | 28               | 10               | 4                | 7 | 0                    | 7                    | 6                    |                      |                      |
| 2011-2012   | Stars de Montréal | LCHF        | 14  | 10               | 18               | 28               | 30               | -                | - | -                    | -                    | -                    |                      |                      |
| 2012-2013   | Stars de Montréal | LCHF        | 5   | 2                | 1                | 3                | 6                | 4                | 1 | 2                    | 3                    | 2                    |                      |                      |
| 2013-2014   | Stars de Montréal | LCHF        | 17  | 12               | 23               | 35               | 12               | 3                | 0 | 0                    | 0                    | 2                    |                      |                      |
| Totaux NCAA | Totaux NCAA       | Totaux NCAA | 122 | 106              | 136              | 242              | 156              | -                | - | -                    | -                    | -                    |                      |                      |
| Totaux LCHF | Totaux LCHF       | Totaux LCHF | 51  | 35               | 59               | 94               | 58               | 11               | 8 | 2                    | 10                   | 10                   |                      |                      |

### Au niveau international
| Année | Équipe | Compétition          |   | PJ | B | A | Pts | Pun               |  | Résultat |
| 2005  | Canada | Championnat du monde | 5 | 3  | 5 | 8 | 2   | Médaille d'argent |  |          |
| 2006  | Canada | Jeux olympiques      | 5 | 2  | 4 | 6 | 2   | Médaille d'or     |  |          |
| 2007  | Canada | Championnat du monde | 5 | 2  | 4 | 6 | 4   | Médaille d'or     |  |          |
| 2008  | Canada | Championnat du monde | 5 | 4  | 2 | 6 | 8   | Médaille d'argent |  |          |
| 2009  | Canada | Championnat du monde | 5 | 3  | 4 | 7 | 8   | Médaille d'argent |  |          |
| 2010  | Canada | Jeux olympiques      | 5 | 3  | 5 | 8 | 6   | Médaille d'or     |  |          |
| 2011  | Canada | Championnat du monde | 5 | 0  | 3 | 3 | 4   | Médaille d'argent |  |          |
| 2013  | Canada | Championnat du monde | 5 | 2  | 5 | 7 | 2   | Médaille d'argent |  |          |

## Honneurs et distinctions individuelles
- Élue en 2004-2005 dans l'équipe d'étoiles des recrues de la USCHO[15].
- Nommée en 2007 dans les finalistes pour le trophée Patty Kazmaier
- Élue dans la première équipe d'étoiles 2007–2008 de la ligue Ivy (NCAA): choix de sélection unanime.
- Joueuse de l'année 2007-2008 dans la ligue Ivy (NCAA)
- Remporte le trophée Patty Kazmaier en 2008.
- Élue dans la première équipe d'étoiles 2009 de la ligue Ivy
- Élue dans la première équipe d'étoiles  2009 de la conférence ECAC Hockey[16]
- Joueuse de l'année 2009 de la ECAC [17]
- Nommée en 2009 dans les finalistes pour le trophée Patty Kazmaier[18]
- Élue joueuse du tournoi de la Coupe Clarkson 2011[19]